# Кшеменево (Великопольське воєводство)
Кшеменево (пол. Krzemieniewo) — село в Польщі, у гміні Кшеменево Лещинського повіту Великопольського воєводства.
Населення — 1540 осіб (2011).
У 1975-1998 роках село належало до Лешненського воєводства.

## Демографія
Демографічна структура станом на 31 березня 2011 року:
|          | Загалом | Допрацездатний вік | Працездатний вік | Постпрацездатний вік |
| -------- | ------- | ------------------ | ---------------- | -------------------- |
| Чоловіки | 790     | 199                | 543              | 48                   |
| Жінки    | 750     | 145                | 488              | 117                  |
| Разом    | 1540    | 344                | 1031             | 165                  |